# Eickener Straße 137 (Mönchengladbach)

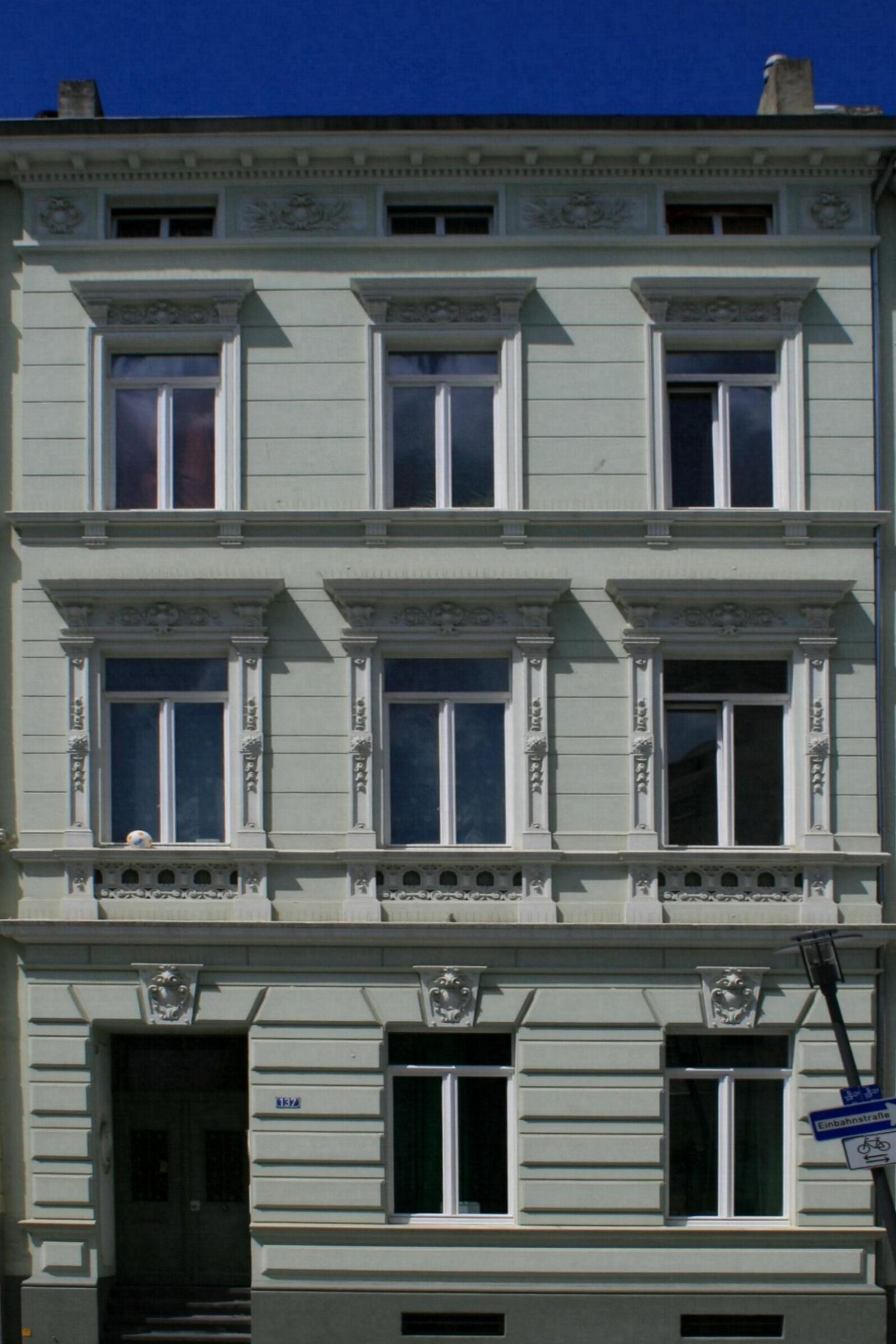
Wohnhaus (2010)

Das Wohnhaus Eickener Straße 137  steht im Stadtteil Eicken in Mönchengladbach (Nordrhein-Westfalen).
Das Haus wurde am Ende des 19. Jahrhunderts erbaut. Es ist unter Nr. E 003 am 4. Dezember 1984 in die Denkmalliste der Stadt Mönchengladbach eingetragen worden.

## Architektur
Das Objekt Haus Nr. 137 liegt innerhalb einer großen geschlossenen Baugruppe von Häusern Nr. 139, 135, 133, 131, 129, 127, 125, 123 und wurde um die Jahrhundertwende erbaut. Das Wohnhaus ist als dreigeschossiges Dreifenster-Haus mit Mezzaningeschossdach und linksseitigem Hauseingang errichtet. Wandflächen mit waagerechten Putzeinschnitten als Natursteinimitation. Fenster und Haustüre original erhalten. Farbgebung in angemessener Gestaltung.